# Berg (kanton Grevenmacher)
Berg (lb. Bierg) – wieś (Uertschaft) we wschodnim Luksemburgu, w kantonie Grevenmacher, siedziba administracyjna gminy Betzdorf. Do 3 października 2015 miejscowość leżała w dystrykcie Grevenmacher. Liczy 351 mieszkańców (1 stycznia 2023).